# Copilul sălbatic
Copilul sălbatic (titlul original: în franceză L'enfant sauvage) este un film dramatic francez, realizat în 1970 de regizorul François Truffaut, după memoriile și rapoartele lui Jean Itard despre Victor de l'Aveyron. Copilul sălbatic a fost filmat într-un stil documentar alb-negru și este una dintre lucrările cheie ale regizorului. Truffaut, care însuși joacă rolul doctorului Itard,  aici combină două dintre temele sale favorite: copiii și educația. 
Protagoniștii filmului sunt actorii Jean-Pierre Cargol, François Truffaut, Françoise Seigner și Jean Dasté. 

## Conținut

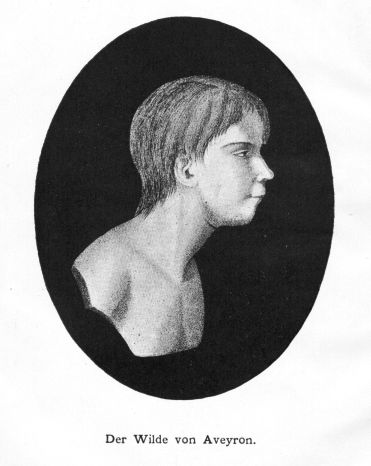
Primul portret al lui Victor din Aveyron

În vara anului 1798, o femeie descoperă în pădurea de lângă Caune din cantonul St. Sernin, în sudul Franței, un băiețel în jur de zece ani, dezbrăcat, care se mișcă ca un animal prin tufișuri și se cățără prin copaci. Este prins de săteni, legat și închis într-un hambar din sat, ajungând un obiect de hârjoneală și distracție pentru cei din preajmă. Noutatea se răspândește rapid. Tânărul doctor parizian Itard, citește în ziar știrea despre băiat și este fascinat de ideea de a examina acest băiat, pentru a constata gradul de inteligență și natura gândurilor unui copil care a crescut într-o izolare totală și lipsit complet de educație.
Copilul, după mai multe încercări de evadare din hambar, este dus într-o celulă a închisorii din Rodez. Medicul din sat obține permisiunea Ministerului de Interne pentru a-l duce pe băiat la Paris la Institutul Național pentru surdo-muți. Profesorul Pinel, șeful institutului, concluzionează după o anchetă că în exterior nimic nu-l distinge pe băiat de ceilalți copii. Cu toate acestea, el are cicatrici pe tot corpul și nu reacționează la sunete sau stimuli vizuali, decât dacă este ceva în legătură cu mâncarea. De asemenea, nu-și recunoaște propria imagine în oglindă. O cicatrice izbitoare pe gât îi face pe Itard și Pinel să tragă concluzia că băiatul a fost abandonat de părinți la vârsta de aproximativ trei ani, după ce i-au tăiat gâtul, dar el a supraviețuit. 

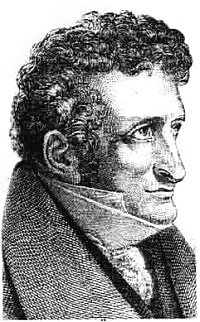
Doctorul și pedagogul pentru surdo-muți, Jean Itard (1774–1838)

Băiatul este admis la azil, unde dr. Itard îl preia în grija sa și începe să scrie toate experiențele pe care le face cu acesta. Băiatul era singuratic printre toți ceilalți copii surdo-muți și este mereu bătut de băieți. Unul dintre îngrijitori îl prezintă  contra unei plăți, grupurilor de vizitatori curioși din Paris. Doctorul Itard nu are o părere bună despre această ostentație și regretă că băiatul a fost smuls din mediul său obișnuit, natura, doar pentru senzație și curiozitate. Se teme că băiatul se va prăbuși psihic. Prof. Pinel îl consideră pe băiat un idiot și vrea să-l transfere la azilul din Bicêtre, clasificându-l inferior tuturor celorlalți copii din institut. Pe de altă parte, Itard consideră că băiatul încă este practic educabil. A devenit așa numai datorită circumstanțelor exterioare și a anilor de izolare. După opinia sa, copilul nu a fost abandonat pentru că era idiot, ci pentru că era nelegitim. Itard îl duce pe băiat la locuința sa din Batignolles pentru a-l îngriji împreună cu menajera sa, doamna Guérin. 
După o repulsie inițială, băiatul învață treptat câțiva pași simpli, de exemplu să mănânce supa cu lingura sau să se îmbrace singur. Cu excepția reacțiilor de apărare instinctivă, nu arată niciun fel de stare emoțională. Ocazional se duc în vizită la ferma vecină, unde îi place să se joace cu băiețelul vecinilor, care îl cară cu roaba. Învață să bea lapte dintr-un bol, să așterne masa și să se exprime prin gesturi. Dr. Itard, prin joacă, încearcă să-l învețe să recunoască diferite obiecte și de asemenea cuvinte. La jocurile care au obiectul  mâncarea, băiatul le învață repede, dar dacă este vorba de alte articole, acționează lent și fără entuziasm. Dr. Itard începe să-l recompenseze pe băiat atunci cănd învață corect, cu mâncare sau apă de băut. 
Băiatul nu reacționează de obicei când i se vorbește, dar arată o anumită reacție la cuvinte care conțin sunetul „o”. În acest fel, băiatul primește numele Victor. Astfel dr. Itard și doamna Guérin încep să vorbească cu Victor cu voce tare. Mai întâi încearcă cuvântul apă (în franceză „eau”), apoi cu lapte (în fr. „lait”). Primul succes vizibil este un „lait”, pronunțat de Victor din gât pe un ton înalt și care nu a venit dintr-un mormăit sau chițcăit nearticulat. 
Dr. Itard nu știe dacă puținele realizări și progrese sunt rezultatele învățării efective sau dacă băiatul este conștient doar de lucrurile care îl duc la obținerea de alimente. Acum, Itard îi permite lui Victor să facă și lucruri mai simple: să bată toba, să dezgheoace mazărea sau să taie cu ferăstrăul, lucruri pe care evident, le face cu plăcere.  Doamna Guérin descoperă că Victor are un simț al ordinei și pune lucrurile care sunt în altă parte decât cu o zi înainte, înapoi la locul lor inițial. Victor învață acum să asocieze obiecte precum ciocanul, cartea sau foarfeca cu imaginea lor schițată, dar nu este în măsură să asocieze obiectele cuvintelor scrise. Totuși, progresul este minim. Victor se înfurie din ce în ce mai mult și se lovește singur de îndată ce nu reușește să îndeplinească o sarcină. Cu toate acestea, dacă se poate juca în voie, este fericit și destins.
După șapte luni, la Paris opinia profesorului Pinel a ieșit în câștig de cauză. Itard apelează la minister, dar nu are succes. Cu toate acestea el continuă să educe copilul. Acum pe Victor nu numai că îl recompensează, ci începe să îl pedepsească când greșește. Cea mai grea pedeapsă pentru Victor este să fie închis în cămara mică și întunecoasă. Ca urmare a pedepsei, Itard observă că Victor plânge pentru prima dată, acest lucru înregistrându-l ca un succes. În sfârșit, sosește o scrisoare de la minister: lucrările științifice ale lui Itard sunt recunoscute și primesc protecție din partea guvernului și se așteaptă în continuare progrese în transformarea copilului. Itard reușește cu timpul ca Victor să aducă la cerere, cele mai diverse obiecte. Din proprie inițiativă, Victor își face dintr-un os și sfoară, un prelungitor pentru creta de scris pe tablă. 
Totuși, lui Itard nu îi este încă clar cu motivația băiatului și se decide să-l pedepsească fără niciun motiv. Victor rezolvă corect o sarcină simplă, dar este din nou închis în cămară, lucru la care se opune vehement și începe să plângă. Pentru dr. Itard aceasta este dovada că lui Victor i s-a dezvoltat între timp un anumit simț al dreptății. Au trecut nouă luni de la sosirea lui Victor în Batignolles. Într-o zi, el sare pe fereastră și fuge în pădure, țopăie și se zbenguie peste tot, ba rămâne peste noapte și doarme acolo. Dar nu trece mult și se întoarce la noul său cămin, iar Itard decide să reia cu el cursurile.

## Distribuție
- Jean-Pierre Cargol – Victor
- François Truffaut – Docteur Itard
- Françoise Seigner – dna. Guérin
- Jean Dasté – Doctorul Pinel
- Annie Miller – dna. Lemerie
- Claude Miller – dl. Lemerie
- Jean-François Stévenin – un consătean
- Paul Villé – Rémy
- Laura Truffaut – fata de la fermă
- Éva Truffaut – fata de la fermă
- Pierre Fabre – infirmierul
- Gitt Magrini – țăranca

## Coloana sonoră
Un important aspect care scoate în evidență contrastele celor două lumi (civilizație și natură), este coloana sonoră. Secvențele de deschidere a filmului care constau din scene din pădure și de la marginea unui sat, sunt nouă minute complet fără muzică, doar din sunetele naturale ale naturii și triluri de păsări.
Muzica poate fi rezumată exclusiv în două piese de Antonio Vivaldi: Concert pentru mandoline în C Major (RV425) și Concert pentru piculină și corzi în Re major (RV 443). Acestea  au scopul să ilustreze scenele sau evenimentele în care este implicat Victor, subliniind etapele procesului său de educație sau momentele când el trebuie să ia o decizie. 

## Culise
- Jean-François Stévenin, pe atunci regizor, a  fost cel care l-a descoperit pe tânărul Jean-Pierre Cargol într-o tabără de gitani, lângă Montpellier. Băiatul era nepotul lui Manitas de Plata, un cunoscut chitarist francez de etnie romă[2].

- Truffaut a filmat o parte din film pe proprietatea unui prieten în Aubiat, nu departe de Riom, în nordul orașului Puy-de-Dome. Alte scene au fost filmate în regiune, inclusiv una la podul roman din Cheix, un oraș învecinat unde o placă comemorativă îl amintește.

## Premii
- National Board of Review 1970, Cel mai bun regizor, François Truffaut; Cel mai bun film străin, Franța; 1971.[3]
- National Society of Film Critics Awards|, Best Cinematography, Néstor Almendros; 1971.[4]
- Syndicat français de la critique de cinéma et des films de télévision: Premiul criticilor, Cel mai bun film, François Truffaut; 1971.[5]